# Érick Torres
Érick Estefano Torres Padilla (Guadalajara, 19 gennaio 1993) è un calciatore messicano, attaccante dell'Herediano.
È soprannominato El Cubo.

## Caratteristiche tecniche
Per come aggredisce l'area è stato accostato al connazionale Chicharito Hernandez.

## Carriera

### Club
Nella stagione 2010-2011 esordisce nel Chivas Guadalajara nel quale è cresciuto e gioca una partita del campionato di Apertura, 19 partite in quello di Clausura e 4 nella Liguilla.
Il 23 febbraio 2012 debutta nella Coppa Libertadores nella sconfitta esterna per 3-0 contro il Vélez Sarsfield.
Nel gennaio 2013 si trasferisce in prestito biennale al Chivas USA, dove colleziona 22 gol in 41 partite totali. Il 23 dicembre 2014 viene acquistato dal Houston Dynamo, club con il quale firma un contratto di cinque anni.
Il 31 luglio 2020 viene ingaggiato dall'Atlanta United per sopperire all'infortunio della punta Josef Martínez.

### Nazionale
Viene convocato per le Olimpiadi 2016 in Brasile.